# Tkanka twórcza

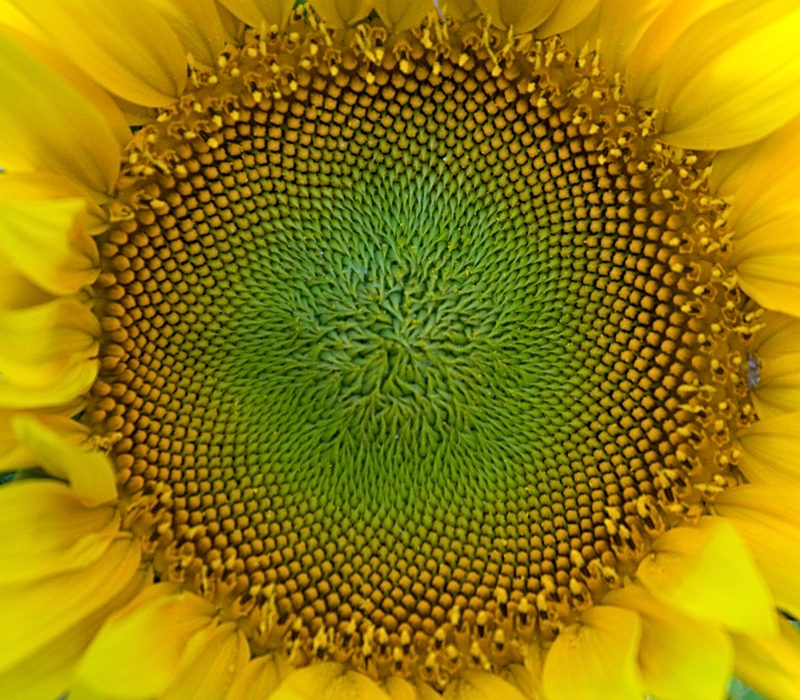
Linie spiralne występujące na wielu roślinach. Ananas, słonecznik, szyszki swe piękno zawdzięczają merystemowi. Każdy zawiązek nowego organu (tzw. primordium) wyrasta z merystemu pod tzw. złotym kątem, tj. 137,5 stopnia. Nawet niewielka zmiana kąta nie daje efektu spirali, co ukazują komputerowe symulacje.

Tkanka twórcza, merystem – tkanka roślinna, składająca się z komórek o cienkich ścianach z centralnie położonym dużym jądrem komórkowym i niewielkimi wakuolami. Komórki te są zdolne do regularnych podziałów komórkowych, a powstające w wyniku podziałów komórki potomne różnicują się tworząc tkanki stałe. Nazwa „merystem” pochodzi od greckiego słowa meristos – mogący się dzielić.

## Podział
Wzrost roślin zachodzi w sposób nieograniczony i zlokalizowany. Miejsca, gdzie komórki ulegają podziałom przez całe życie rośliny, określane są jako merystemy wzrostu nieograniczonego. Jedynie część komórek takich merystemów różnicuje się w tkanki stałe. Do merystemów funkcjonujących stale zalicza się merystemy wierzchołkowe i merystemy boczne. U części roślin wzrost na długość jest możliwy dzięki merystemowi interkalarnemu umiejscowionemu u podstawy międzywęźli łodygi. Jeżeli merystem składa się z komórek embrionalnych, dzielących się nieprzerwanie od stadium zarodka, zalicza się go do merystemów pierwotnych. Komórki tkanek stałych mogą powrócić do stadium embrionalnego poprzez odróżnicowanie się. Powstałą w ten sposób tkankę merystematyczną określa się jako merystem wtórny; zalicza się do nich merystem wierzchołkowy i boczny, merystemoidy, kambium, fellogen oraz większość rodzajów merystemów archesporialnych. Cechy tkanki merystematycznej ma również kalus (tkanka przyranna), powstająca przez odróżnicowanie się komórek w miejscu zranienia rośliny.

## Budowa

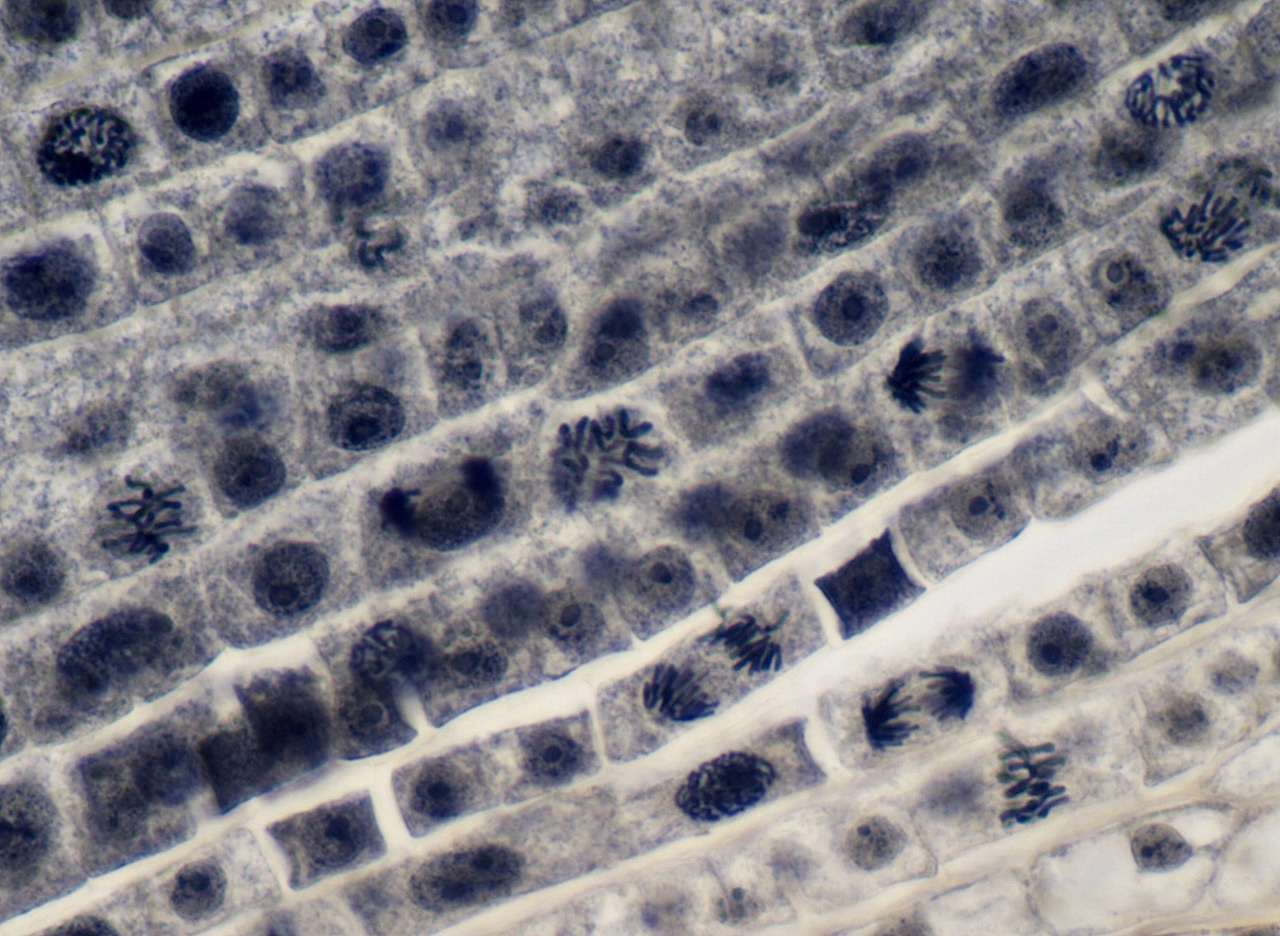
Merystem wierzchołkowy korzenia cebuli

Zbudowana jest z komórek żywych, które przez całe życie zachowują zdolność podziału. Komórki tej tkanki są niewielkie, ściśle do siebie przylegające, z dużymi centralnymi jądrami komórkowymi, małymi wakuolami i cienkimi celulozowymi ścianami. Ich plastydy nie są wykształcone, występują w swej pierwotnej postaci jako proplastydy.
Merystem wierzchołkowy korzeni okryty jest tzw. czapeczką, chroniącą znajdujące się pod nią komórki merystematyczne, ulegające intensywnym podziałom. Komórki stanowiące najbardziej centralną warstwę przekształcają się w walec osiowy, a komórki warstwy zewnętrznej w ryzodermę i czapeczkę. Środkowa warstwa komórek przekształca się w korę pierwotną.
Stożek wzrostu łodygi roślin okrytonasiennych ma wykształcone dwie strefy: korpus to grupa dużych komórek, w centralnej części dzieląca się w różnych kierunkach, tunika to komórki okrywające korpus z góry i z boków, dzielące się w płaszczyźnie prostopadłej do powierzchni tuniki. Komórki merystemu wierzchołkowego przechodzą stopniowo proces różnicowania. Grupa komórek położona na samym szczycie stożka wzrostu nazywana jest pramerystemem. Pramerystem nie wykazuje żadnego zróżnicowania, leżące pod nim komórki nazywane są tkanką merystematyczna pierwotną i wykazują pewien poziom zróżnicowania. Uwypuklenia wierzchołka wzrostu stanowią zalążki liści.